# Bunker (építmény)

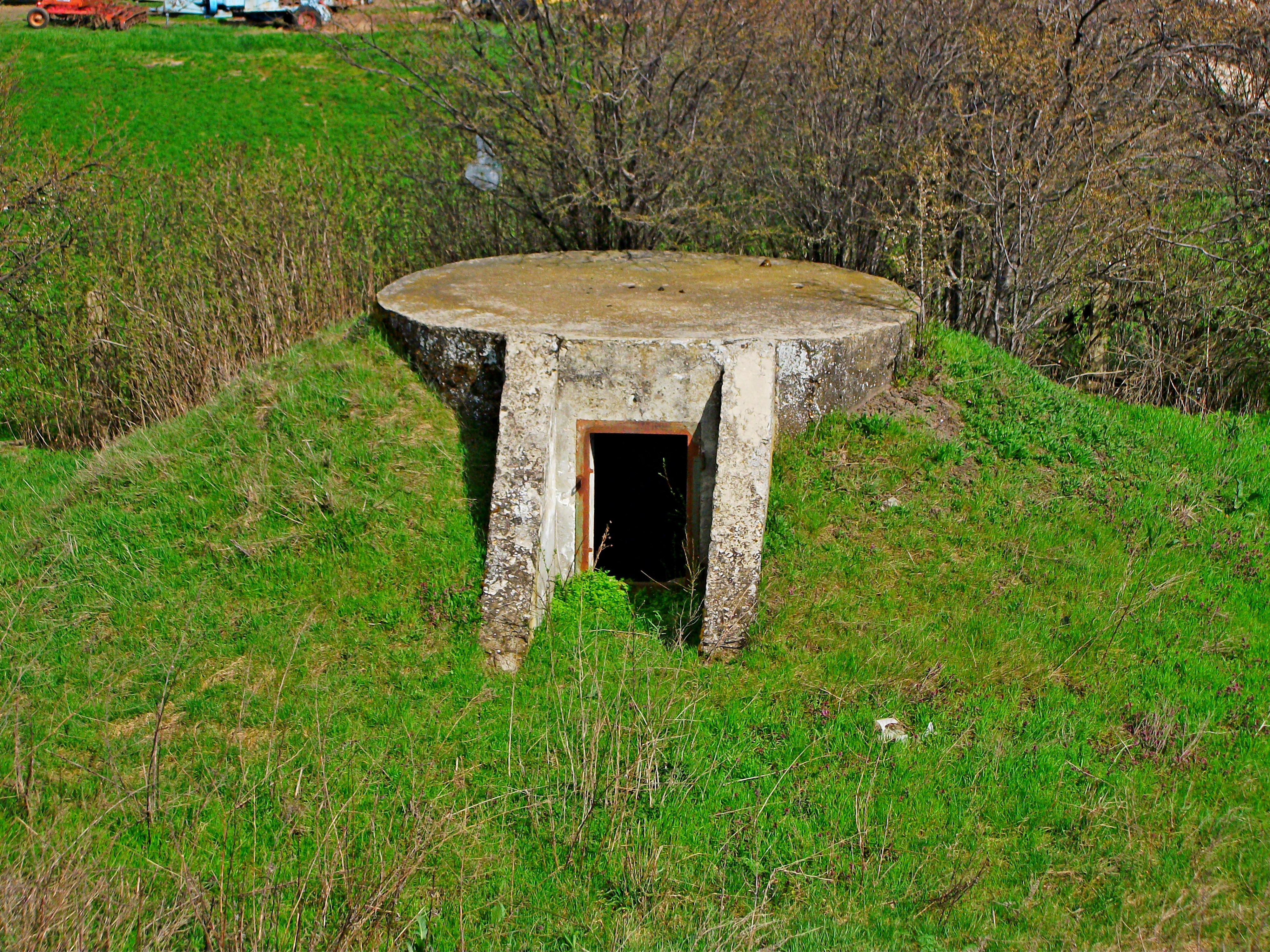
Bunker Zichyújfaluban, az egykori vasúti szolgálati lakás mellett

A bunker egyfajta védelmet szolgáló katonai építmény. Magyarországon az egyik leghíresebb bunker a Rákosi-bunker. Főleg az első világháborútól számíthatjuk megjelenésüket. A második világháború egyik legismertebb bunkere Hitlernek volt, az úgynevezett farkasodú. Albániában számtalan bunker épült, úgynevezett bunkerekben gazdag ország.

## Híres bunkerek Magyarországon

### Rákosi-bunker
Az F4 objektum vagy Rákosi-bunker egy korábban titkos atombunker Budapest belvárosa alatt. 39 méter mélységben helyezkedik el hozzávetőlegesen a Kossuth tér és a Szabadság tér között H betű alakban. Közvetlenül kapcsolódik a kettes metróhoz, vélhetően az Országházhoz, és a Magyar Dolgozók Pártjának volt székházához. A Kossuth tér közelében levő, Rákosi megrendelésére készült óvóhely metrós tübbingekből (alagútfalazó elemekből) van kifalazva, és összeköttetésben áll a metróvonallal. Ez a történelmi ismeret ma már hozzátartozik a 2-es metró építésének történetéhez.